# Kleinkastell Rinschheim
Das Kleinkastell Rinschheim – auch unter dem Namen Kleinkastell Holderbusch bekannt – war ein römisches Militärlager, dessen Besatzung für Sicherungs- und Überwachungsaufgaben am sogenannten „Vorderen Limes“ des Obergermanisch-Rätischen Limes zuständig war. Die zum UNESCO-Welterbe gehörende Anlage liegt – oberirdisch nicht mehr sichtbar – auf einer landwirtschaftlich genutzten Flur am nordöstlichen Rand des seit 1975 zur Stadt Buchen im Neckar-Odenwald-Kreis gehörenden Dorfes Rinschheim.

## Lage

Der Limesverlauf bis zum Kleinkastell Rinschheim

Lageplan des Kastells zur Zeit der RLK

Das südlich des Rinschbachs errichtete Zwischenkastell befindet sich am Grund eines kleinen Tales in der Flur Hofäcker und wurde rund 250 Meter hinter der in diesem Abschnitt fast vollkommen geradlinig von Nordosten nach Südwesten orientierten Limespalisade errichtet. Das Tal verläuft fast parallel zu den östlich errichteten römischen Grenzanlagen, die sich ohne Rücksicht auf topographische Strukturen teils fast bis in den Talgrund absenkten, um dann wieder zu den Anhöhen anzusteigen. Um das umliegende Gelände effizient überwachen zu können, mussten zuerst teilweise großflächige Sichtschneisen in die Wälder geschlagen und dann an den etwas höher gelegenen Aussichtspunkten bei Rinschheim zusätzliche Wachtürme errichtet werden. Von diesen aus konnten dann im Alarmfall optische Signale an das Kleinkastell und an die Postenkette entlang des Limes übermittelt werden.

## Forschungsgeschichte
Das Wissen um den einstigen Verlauf des Limes war bei der örtlichen Bevölkerung in der zweiten Hälfte des 19. Jahrhunderts vollständig verloren gegangen, weswegen alle diesbezüglichen Nachforschungen zunächst erfolglos blieben. Erst während der Untersuchungen durch die Reichs-Limeskommission (RLK) konnte die Fortifikation unter der Leitung des Streckenkommissars Karl Schumacher (1860–1934) aufgedeckt und die genaue Position der Grenzanlagen dokumentiert werden. 1995 fand im Zuge einer drohenden teilweisen Überbauung eine Notgrabung statt.

## Baugeschichte

Grabungsplan der RLK

Die 0,3 Hektar große Anlage mit abgerundeten Ecken zählt wie die etwas nördlicher gelegenen Kleinkastelle zum Typus Rötelsee und entsprach in seiner Bauausführung im Wesentlichen dem gut erhaltenen Kleinkastell Hönehaus. Die Ausgräber der RLK ergruben vor allem die 50 Meter lange, nach Nordwesten orientierte Rückseite des Kastells. Mittig fand sich ein durch zwei Wangen begrenztes Tor. Die zum Limes hin ausgerichtete Frontseite hingegen konnte aufgrund des schwierigen Terrains nicht untersucht werden. Ein die Anlage umlaufender Verteidigungsgraben konnte nicht festgestellt werden. 65 bis 80 Zentimeter hinter der Umfassungsmauer ließ sich im Lagerinneren jedoch ein 0,55 bis 0,60 Meter breites Gräbchen beobachten. Schumacher stellte fest, dass die Verfüllung dieses Gräbchens in einem Abstand von jeweils rund einem Meter verkohlte Holzreste barg, die seiner Ansicht nach auf rechteckige, rund 15 × 15 Zentimeter breite und dicke Balken hinwiesen. Diese Balken könnten einst entweder einen hölzernen Wehrgang getragen haben oder als senkrechte Stützen für die zum Lager hin notwendige hölzernen Rückwand eines Erdwalls gedient haben. Sowohl im Inneren wie auch unmittelbar außerhalb des Kastells hatten sich rechteckige, runde und halbrunde Wohngruben beziehungsweise Keller erhalten, die Durchmesser bis drei Meter hatten. Mehrfach konnten neben diesen Gruben auch Feuerstellen erfasst werden. Diese Befunde bestätigten sich während der Notgrabung im April 1995, die im Bereich der Südecke des Kastells vorgenommen werden musste. Neben einem sich noch abzeichnenden 0,80 Meter breiten und 22,5 Meter langen Suchschnitt von Schumacher fand sich zwei Meter südlich davon eine 2 Meter × 0,90 Meter große Grube, die mit schwarzem humosen Erdreich verfüllt war. Sie enthielt neben Tierknochen – zumeist Kieferfragmente – Scherben von Gebrauchskeramik und Terra Sigillata der Formen Drag. 31, Drag. 32 und Drag. 33. Sigillaten mit diesen Formen wurden ab der Mitte des 2. Jahrhunderts bis in das 3. Jahrhundert produziert. Eine genauere Datierung ließ das Bruchstück Drag. 32 zu. Es gehörte zu einem Stück, das ab der zweiten Hälfte des 2. Jahrhunderts in Mode kam. Auch ein geborgener Einhenkelkrug mit wulstiger Bandlippe (Typ Niederbieber 62) dürfte nicht vor Ende des 2. Jahrhunderts hergestellt worden sein.
Noch 150 Meter von der Ostfront des Kastells entfernt, fanden sich römische Scherben, die auf ein Lagerdorf hinweisen.
Sehr späte Münzfunde vom Vorderen Limes, die am südlich gelegenen Kleinkastell Rötelsee und am nördlichen Kleinkastell Haselburg zu Tage kamen, zeigen, dass diese Grenzlinie bis 259/260 n. Chr. – dem zeitlich fixierten Endpunkt des Limesfalls – bestand. Im Zuge dieses historisch bedeutenden Ereignisses, das in der Aufgabe der Agri decumates (Dekumatland) mündete, wurden die hier noch bestehenden römischen Kastelle von ihren Besatzungen geräumt, wenn sie nicht schon zuvor gewaltsam zerstört worden waren.

## Funde
Zum Fundgut aus Rinschheim, das im Kompendium Der obergermanisch-raetische Limes des Roemerreiches (ORL) verzeichnet ist, gehören auch Fragmente eines großen und kleinen Jagdbechers, für deren Herstellungsort Kurt Stade sehr allgemein den Mittelrhein bestimmte sowie als Einzelfunde zwei 1894 geborgene eiserne Brennstempel mit den Kürzeln AS und M. Die Terrakottafigur einer Venus war mit dem Produktsiegel Servandus gestempelt. Dieser Töpfer, der seine Manufaktur in Köln betrieb, gehört zu den produktivsten Herstellern der Provinzhauptstadt. Bis 2004 waren von ihm mehr als 40 gekennzeichnete Statuetten bekannt. Servandus hat seine Tätigkeit wahrscheinlich schon kurz vor oder um die Mitte des 2. Jahrhunderts n. Chr. aufgenommen. Eindeutig kann sie erst ab den 60er Jahren des 2. Jahrhunderts belegt werden. Andere in Rinschheim geborgene Keramikscherben, insbesondere Terra Sigillata, stammten aus den Werkstätten des Constans, des Cerialis und des Proppius, deren Manufakturen im bedeutenden Töpfereizentrum von Rheinzabern ansässig waren. Zu den bemerkenswerten Fundstücken zählt auch eine Gesichtsurne aus dem frühen 3. Jahrhundert.

## Fundverbleib
Die Funde aus der Grabung der RLK und von 1995 wurden in das Badische Landesmuseum (BLM) nach Karlsruhe verbracht.

## Limesverlauf zwischen dem Kleinkastell Rinschheim und dem Kastell Osterburken
| ORL                    | Name/Ort                   | Beschreibung/Zustand |
| ---------------------- | -------------------------- | --- |
| KK                     | Rinschheim                 | siehe oben |
| Wp 8/8                 | „Deusterberg“              | Die mittig auf einem Höhenzug liegenden Reste dieses Steinturms wurden noch vor Beginn der Arbeiten der RLK ausgebrochen, daher konnten an diesem Platz nur noch lose Mauersteine, Mörtelbrocken und römische Scherben untersucht beziehungsweise aufgelesen werden. Heute ist an diesem Platz nur noch ein Steinhaufen zu sehen. |
| Wp 8/9                 | „Lausenberg“               | Auch dieser – auf landwirtschaftlich genutztem Grund – stehende Steinturm wurde noch vor Beginn der Arbeiten der RLK zerstört. Über seine Existenz wurde die RLK nur nachrichtlich informiert. Den Mitarbeitern der Kommission wurde zudem von einer Sage berichtet, die hier stattgefunden haben soll und von zwei Heeren handelt, die sich gegenseitig aufgelauert haben sollen. |
| Wp 8/10                | „Untere Deustwiesen“       | Diese Turmstelle wird hier nur vermutet. |
| Wp 8/11                | „Hönehaus“                 | Der 15,10 Meter hinter der Limespalisade errichtete Steinturm ist in der lokalen Überlieferung unter dem Namen Hönehaus (Riesenhaus) bekannt. Offenbar war er über eine lange Zeit im Gelände deutlich erkennbar. Schon bald nach den Untersuchungen der RLK ist dieser damals noch guterhaltene Wachturm von dem damaligen Grundstücksbesitzer mutwillig abgebrochen und vollständig beseitigt worden. Von hier aus bestand Richtung Norden bis Wp 8/4 und nach Süden bis Wp 8/23 Sichtkontakt. Heute ist an der Stelle nur mehr ein mit Lesesteinen und Müll versetzter, stark zerwühlter Schutthaufen zu sehen. Bei seiner Aufdeckung war der annähernd quadratische, 4,30 × 4,36 Meter große Turm, der eine Mauerstärke von 0,7 bis 0,73 Metern besaß, noch über einen Meter hoch erhalten. Das ORL verzeichnet für diesen Turm mehrere festgestellte Annäherungshindernisse. So befand sich im Abstand von 1,3 Metern ein Umzäunungsgräbchen und im Abstand von 2,9 Metern ein 1,3 Meter breiter Umfassungsgraben. An der Nordseite des Turms konnten im Abstand von 0,8 Metern noch zwei Pfostengruben identifiziert werden. |
| Wp 8/12                | „Am Eselsweg“              | Diese Turmstelle wird nur vermutet. |
| Wp 8/13                | „Kerrenberg“               | Von diesem 17,10 Meter hinter der Limespalisade gelegenen Steinturm legte die RLK nur die Südostecke frei. Dort stand das Mauerwerk noch 0,4 Meter über dem Turmsockel. Auch der große Limesgraben konnte 3,80 Meter (von Mitte zu Mitte gemessen) hinter dem Palisadengräbchen ermittelt werden. Schumacher überprüfte in diesem Bereich an drei Stellen Palisade und Graben. In der naheliegenden Gewann Häuslein soll laut ORL einmal eine Silbermünze aus der Regierungszeit des Kaisers Antoninus Pius (138–161) gefunden worden sein. Bei der Kartierung verlief den Mitarbeitern der RLK ein Fehler. So korrespondiert der Platz der beschriebenen Turmstelle nicht mit dem Standort im Gelände. Vor Ort ist heute nichts mehr zu sehen. |
| Wp 8/14                | „Ober dem Rosenberger Weg“ | Diese Turmstelle wird nur vermutet. |
| Wp 8/15                | „Roter Busch“              | Der fast quadratische, 4,45 × 4,50 Meter große Steinturm mit seinem schwachen, nur 0,75 bis 0,80 Meter starkem Fundament, wurde von Schumacher im Auftrag der RLK ergraben. Von der Mitte des Palisadengräbchens des Limes betrug die Entfernung 17,70 Meter. Die bei der Auffindung inkohlierten Reste der Holzstämme des noch 0,80 Meter tiefen und weniger als 0,40 bis 0,50 Meter breiten Palisadengrabens waren in diesem Bereich mit Steinen verkeilt worden. Schumacher notierte, am Graben auch auf Scherben gestoßen zu sein. Zur Überwachung des Grundgrabentälchens und der östlichen Höhe des Rimschleims lag der Turm ausgesprochen günstig. Heute ist auf dem landwirtschaftlich genutzten Gelände dieses Wachturms nichts mehr zu sehen. |
| Wp 8/16                | „Taubenbaum“               | Diese Turmstelle wird nur vermutet. |
| Wp 8/17                |                            | Diese Turmstelle wird nur vermutet. |
| Wp 8/18 und Limesmauer | „Am Altenhaus“             | Der überlieferte Flurname „Am Altenhaus“ ließ auf den Standort eines alten Gebäudes schließen, das offenbar noch lange als erkennbarer Orientierungspunkt bestanden haben muss. Durch eine Grabung der RLK wurde hier ein fast quadratischer, 4,10 × 4,15 Meter großer steinerner Wachturm gesichert, es wurde jedoch versäumt, seine genaue Fundlage aufzunehmen. Bei seiner Auffindung war Wp 8/18 schon fast völlig dem Steinraub anheimgefallen. Nur noch das schwache Fundament mit einer Stärke von 0,75 Metern ließ sich untersuchen. Den Turm umgab ein Doppelringgraben, der 1,80 bis 1,90 Meter von dem Bauwerk entfernt lag. Beide Gräben waren an ihrer Ostseite auf zwei und einen Meter unterbrochen. Heute ist auf der landwirtschaftlich genutzten Fläche nichts mehr zu sehen. Zwischen Wp 8/18 und dem nur durch Vermutungen lokalisierten nächsten Wachturm Wp 8/19 wurden durch Schumacher in der Nähe des Bofsheimer Friedhofs die nördlichsten Reste einer steinernen Limesmauer (auch als Limesbegleitmauer bekannt) lokalisiert, die zwischen 1,2 und 1,25 Meter breit gewesen ist. Die Untersuchungen des Streckenkommissars verdeutlichten, dass diese Mauer nicht direkt mit den Türmen verbunden war, wie dies am Rätischen Limes der Fall gewesen ist. Stattdessen mündete die Mauer zumeist in einem geringen Abstand vor den Turmflanken, wodurch eine deutliche Lücke entstand, die vielleicht als Durchgang gedient haben könnte. Schumacher konnte anhand einiger baulicher Befunde nachweisen, dass diese Mauer als jüngste Ausbaustufe des Vorderen Limes entstand und erst errichtet wurde, nachdem die wahrscheinlich zwischenzeitlich verrottete hölzerne Palisade, der Pfahlgraben, aufgegeben werden musste. Weitere Spuren dieser Limesmauer fanden sich auf dem folgenden Abschnitt in einer Länge von rund 17 Kilometern bis über Wp 8/56 hinaus – also fast bis zum Kastell Jagsthausen. Vielleicht wurde das Werk als überregionales Projekt konzipiert, das letztendlich die ältere Holzpalisade komplett ersetzen sollte, aber nie vollendet werden konnte. Schumacher war es in diesem Zusammenhang nicht möglich nachzuweisen, ob die Mauer bereits auf dem gesamten Abschnitt komplettiert gewesen war oder ob dieser steinerne Riegel an verschiedenen Punkten gleichzeitig in Angriff genommen worden war und noch vor der Fertigstellung im Zuge des Limesfalls aufgegeben werden musste. Auch 2006 unter der Leitung von Britta Rabold erfolgte Untersuchungen zwischen Wp 8/33 und 8/34 auf einer Länge von 75 Metern bestätigten zwar die Forschungen der RLK, konnten aber auch hier keine Spuren der Limesbegleitmauer ausmachen. Heute ist von der Mauer nichts mehr im Gelände auszumachen. |
| Wp 8/19                | „Glosenrain“               | Diese Turmstelle wird nur vermutet. |
| Wp 8/20                | „An der Steige“            | Diese Steinturmstelle im Bereich einer Hofstelle war der RLK bekannt, konnte aber nicht mehr untersucht werden, da sie zuvor zerstört wurde. Somit war auch eine genauere Angabe zur Lokalisierung im ORL nicht mehr möglich. Bei Wp 8/20, in der Flur Am Burkemer Weg stieß Schumacher auf ein Stück der Limesbegleitmauer. |
| Wp 8/21                | „Kuppelrot“                | Während der RLK-Grabung konnten nur noch die 0,80 bis 0,85 Meter starken Fundamente des fast quadratischen, 4,40 × 4,45 Meter großen Turmes gesichert werden, der 16,50 Meter hinter der Palisade lag. Die beiderseits der Turmflanken erfasste Limesmauer schloss mit 0,20 und 0,50 Meter breiten Lücken mittig an den Turm an. Das durch einige herumliegende Steine markierte Gelände ist heute stark zerwühlt. Wie zur Zeit der RLK vielfach üblich, wurden die während der Grabung gesetzten Schnitte nicht mehr zugeschüttet und sind als Reste noch erkennbar |
| Wp 8/22                | „Erloh“                    | Diese Turmstelle wird nur vermutet. |
| Wp 8/23                | „Roschle“                  | Neben Palisade und Graben konnte hier die Limesmauer auf 16 Metern länge aufgedeckt werden. 15 Meter dahinter fanden sich deutliche Spuren der Limesstraße. Der bereits 1880 von dem altertumsbegeisterten Privatgelehrten Karl Christ (1841–1927) angegrabene, 4,80 × 4,85 Meter große Steinturm, von dem die Besatzung einen ausgezeichneten Blick ins Land hatte, wurde erst durch Schumacher richtig untersucht. Ausschließlich die Ostmauer des 17,10 Meter hinter der Palisade errichteten Bauwerks war noch 0,30 Meter hoch über den 0,80 bis 0,90 Meter breiten Fundamenten erhalten. Heute sind noch der Grabungstrichter der RLK und ein umgebender Schuttwall sichtbar. |
| Wp 8/24                | „Am Kalbenpfad“            | Diese Turmstelle wird nur vermutet. |
| Wp 8/25                | „Barnholz“                 | Der bereits 1880 von Christ angegrabene, 4,65 × 4,65 Meter große Steinturm wurde erst durch Schumacher vollständig untersucht. Das 17,10 Meter hinter der Palisade errichtete Bauwerk war damals noch in einem sehr guten Zustand erhalten. Sein Mauerwerk besaß noch eine Höhe von 0,60 bis einem Meter. Im Gegensatz zu den meisten anderen Türmen der Strecke war dieses Bauwerk im Inneren noch nicht zerwühlt worden. So konnte Schumacher die Schichtungen noch deutlich erkennen. Über dem ursprünglichen Lehmboden konnte im gesamten Turminneren eine 0,30 Meter dicke Brandschicht festgestellt werden, über der eine 15 cm starke Schicht aus Lehm, vermischt mit kleineren Steinen und Abfällen, folgte. Das endgültige Ende des Bauwerks bezeugte eine erneute, 0,30 Meter starke Brandschicht, über der Bautrümmer, Mauersteine, Mörtelbrocken und zahlreiche Fachlehmstücke mit Rutenabdrücken lagen. Dachziegel oder Steinschieferplättchen konnten nicht entdeckt werden, was möglicherweise auf eine Holzschindeldeckung des Turmes hinweist. Aus der älteren Brandschicht wurden eine Münze aus der Regierungszeit des Kaisers Commodus (180–192), eine Pelta-Fibel und ein bronzenes Ortband, Teil eines Schwertes, geborgen. An der Nordseite des Baues fanden sich in einer Entfernung von 1,50 Metern ein Zaungräbchen und 2,70 Meter entfernt ein umlaufender Schutzgraben. Drei im Abstand von 1,30 Metern vor dem Turm liegende Pfostengruben bezog Schumacher auf einen älteren Holzturm, der zuvor hier gestanden haben könnte. Der Turm, der bereits von Schumacher konserviert wurde, ist bei der 2005 erfolgten Neukonservierung ohne Beteiligung der Denkmalpflege vollständig abgetragen und erneut aufgebaut worden. |
| „Feldwache“            | „Hintere Kalbe“            | Eines der jüngsten Bauwerke am Vorderen Limes wurde als rechteckiges Gebäude an die Limesmauer angebaut und besaß nach den Vermessungen der RLK eine Größe von 14 × 9 Metern. Sinn und Zweck dieses vielleicht einstöckigen Baues sind unbekannt. Das ORL verzeichnet den Punkt als Feldwache. Heute ist hier ein flacher Schutthügel zu sehen. |
| „Feldwache“            | „Vordere Kalbe“            | Einen weiteren Limesmaueranbau brachten die RLK-Grabungen in der Gewann Vordere Kalbe zu Tage. Das 11 bis 12 Meter breite (Nord-Süd) und in der Lichte 20 Meter tiefe (Ost-West) trapezoide Bauwerk mit seinen 1,15 starken Mauern besaß an der etwas überhöhten Südostseite einen Anbau, der bei der Auffindung noch 4,30 × 6 Meter groß war, ursprünglich aber wohl mehr Raum einnahm. Die Strukturen waren bis tief in den Fundamentbereich vom Steinraub betroffen. Erhalten waren lediglich die zwei untersten, mörtellosen Steinschichten der Bauwerksgründung. Auch auf der gegenüberliegenden Seite der Limesmauer fanden sich römische Baureste, die jedoch in keinen Zusammenhang mehr gebracht werden konnten. Heute ist in diesem Bereich nichts mehr zu sehen. Wp 8/26 liegt nur 85 Meter weiter südlich. |
| Wp 8/26                | „Osterburkener Kalbe“      | Von dem in einem Acker liegenden, schlecht erhaltenen Turm konnte die RLK nur noch das 0,65 bis 0,85 Meter starke Fundament ermitteln. Das Bauwerk besaß an der Nord-, Süd-, Ost- und Westseite eine Breite von 5,50, 5,10, 4,80 und 5,20 Meter. Im Inneren konnten „viele Brandspuren“ festgestellt werden. Die ebenfalls ermittelte Limesmauer besaß an beiden Turmflanken einen Spalt von 0,30 und 0,45 Metern. Von diesem Wachposten aus bestand bis zum Kohortenkastell Osterburken im Süden Sichtverbindung. Heute sind an der Stelle im Acker nur noch vom Pflug herausgerissene, verstreute Kalksteine zu finden. |
| Wp 8/27                | „Affeldern südlich Grübe“  | Auch Wp 8/27 konnte nur noch in sehr schlechtem Zustand von der RLK untersucht werden. Der Steinturm besaß wahrscheinlich einen quadratischen Grundriss, wie die nur unvollständig erhaltenen, 0,7 Meter breiten Fundamente vermuten ließen. Im Inneren war der Raum durch ein Mäuerchen gegliedert. Auf dem bis heute landwirtschaftlich genutzten Areal ist nichts mehr von dem Bauwerk zu sehen. |
|                        | „Affeldern“                | Zwischen Wp 8/27 und Wp 8/28 fand sich erneut ein in diesem Fall länglicher, schmaler Anbau an die Limesmauer und weitere, nicht deutlich erkennbare Mauerreste auf der gegenüberliegenden östlichen Mauerseite. Hier konnten auch der Graben und die Palisade beobachtet werden. Westlich des Anbaus standen nebeneinander zwei Kalköfen, die mit ihren Öffnungen zum Limes hin orientiert waren. Die Limesmauer war in dieser Gewann bereits 1867 durch den Mannheimer Altertumsverein und erneut 1892 untersucht worden. Dabei wurde die Mauerbreite mit 1,20 bis 1,25 Metern vermessen. |
| Wp 8/28                | „Affeldern“                | Schumacher fand in diesem Bereich nur einzelne Reste, die auch von der Limesmauer herrühren könnten. Heute befindet sich hier eine Wohnbausiedlung; antike Spuren sind nicht mehr erhalten. |
| Wp 8/29                | „Salzberg/Gänsacker“       | Auch in diesem Bereich kann ein Turm aufgrund zu weniger klarer Indizien nur gemutmaßt werden. |
| „Feldwache“            | „Salzberg“                 | Erneut ein sehr junges Bauwerk, das die RLK jedoch nur stark zerstört in einer Unterbrechung des Limesgrabens vorfand. Richtung Osten ragt es rund 5 Meter über die Mittellinie des Grabens hinaus, während die Ausdehnung nach Westen unbekannt ist. Die Breite des Bauwerks beträgt zwischen 4,50 und 6,70 Meter. An einzelnen Stellen konnten noch drei Fundamentschichten von 0,30 Metern Höhe beobachtet werden. Schumacher mutmaßte in dem Bau einen gesicherten Limesdurchgang, was jedoch schon im ORL aufgrund der topographischen Lage als bedenklich galt. Heute ist an dieser Stelle auf einer Wiese nichts mehr zu sehen. |
| Wp 8/30                | „Kirchberg“                | Von diesem auf dem Kirchberg durch die RLK untersuchten quadratischen Steinturm waren lediglich fragmentierte Reste der Fundamentierung erhalten geblieben. Die Turmstelle wurde später endgültig zerstört und ist heute überbaut. |
| ORL 40                 | Osterburken                | → Hauptartikel : Kastell Osterburken [ 55 ] [ 56 ] |

## Denkmalschutz
Das Kleinkastell Rinschheim und die erwähnten Bodendenkmale sind als Abschnitt des Obergermanisch-Rätischen Limes seit 2005 Teil des UNESCO-Welterbes. Außerdem sind die Anlagen Kulturdenkmale nach dem Denkmalschutzgesetz des Landes Baden-Württemberg (DSchG). Nachforschungen und gezieltes Sammeln von Funden sind genehmigungspflichtig, Zufallsfunde an die Denkmalbehörden zu melden.